# Révision (poème)
Révision est un poème antimilitariste de Gaston Couté.

## Interprète
- Marc Ogeret, Album CD Chansons « contre », Disque 33 tours, Vogue, CLVLX29 (1988 pour le CD, Disques Vogue). Prix de l'Académie Charles Cros.